# Hasskommentar
Ein Hasskommentar, auch Hass-Posting genannt, ist eine auf diskriminierende Abwertung zielende Aussage, die meist in einem sozialen Netzwerk, in einem Webforum oder auf einer anderen Website mit öffentlicher Kommentarfunktion gegen bestimmte Gruppen oder Einzelpersonen mit Diskriminierungsmerkmalen (wie Herkunft, Religion oder Sexuelle Orientierung) getätigt wird. Verfasser von Hasskommentaren werden auch als Hater bezeichnet.

## Gesetzeslage
Grundsätzlich hat nach Art. 5 Absatz 1 GG jeder das Recht, seine Meinung frei zu äußern und frei zu verbreiten. Das freie Recht, seine Meinung zu äußern, unterliegt allerdings rechtlichen Schranken dort, wo allgemeine Gesetze (so insbesondere Strafgesetze) und Bestimmungen zum Ehr- und Jugendschutz nach Art. 5 Abs. 2 GG entgegenstehen. Zwar erfüllen Hasskommentare in Deutschland selbst keinen eigenen Straftatbestand, gleichwohl kann Strafbarkeit indiziert sein. In Betracht kommen die Tatbestände der Beleidigung, üblen Nachrede, Verleumdung, Verunglimpfung des Andenkens Verstorbener, Nötigung, Bedrohung oder öffentlichen Aufforderung zu Straftaten, bei extremeren Formen auch Volksverhetzung.

## Gegenmaßnahmen

### Polizeilich
Im Dezember 2015 wurde eine Bund-Länder-Projektgruppe Bekämpfung von Hasspostings etabliert. Sie organisiert jährlich einen bundesweiten Aktionstag zur Bekämpfung von Hasspostings, welcher vom Bundeskriminalamt als Zentralstelle der deutschen Polizei koordiniert wird. In diesem Zusammenhang werden regelmäßig in Folge der bis dahin zur Anzeige gebrachten Hasspostings polizeiliche Maßnahmen durchgeführt, darunter Wohnungsdurchsuchungen und Vernehmungen. So fand am 13. Juli 2016 in diesem Zusammenhang eine bundesweite Razzia unter anderem gegen Mitglieder einer geheimen Facebook-Gruppe statt, denen Straftaten wie Volksverhetzung mittels rechtsextremen Hasspostings vorgeworfen wurden. Der bayerische Innenminister Joachim Herrmann und höchster Dienstherr der Landespolizei sieht „Hasspostings als eine häufige Vorstufe für eine weitere Radikalisierung“.
Das Bundeskriminalamt rief dazu auf, Hass, Hetze und verbale Gewalt konsequent bei der Polizei anzuzeigen. 2019 hatten viele Bundesländer eine Internetwache oder Onlinewache eingerichtet; wo es möglich ist, eine Strafanzeige online zu erstatten.
In einem Experiment von 2021 wurden in allen Bundesländern 16 Korrespondenten engagiert, die am 3. August 2021 um 17 Uhr in ihrer örtlichen Polizeiwache dieselben sieben Hasskommentare (davon 3 auf Facebook) zur Anzeige vorlegten. Mehrere Polizeiwachen identifizierten Tatverdächtige  und übergaben diese an die Staatsanwaltschaft. Welches Bundesland mit den Ermittlungen am schnellsten war, ließ sich nicht klar nachvollziehen.

### Gesetzlich
Um die zunehmende Verbreitung von Hasskriminalität und anderen strafbaren Inhalten vor allem in sozialen Netzwerken wie Facebook, YouTube und Twitter einzudämmen, verabschiedete der Bundestag September 2017 das Gesetz zur Verbesserung der Rechtsdurchsetzung in sozialen Netzwerken (NetzDG), umgangssprachlich auch Facebook-Gesetz genannt. Das Gesetz beinhaltet u. a. bußgeldbewehrte Compliance-Regeln für Anbieter sozialer Netzwerke betreffend den Umgang mit Nutzer-Beschwerden über Hasskommentare und anderer strafbarer Inhalte im Netz, sowie eine vierteljährliche Berichtspflicht der Anbieter, einen deutschsprachigen Rechenschaftsbericht über den Umgang mit diesen Beschwerden zu veröffentlichen. Des Weiteren haben Opfer von Persönlichkeitsverletzungen im Internet einen Anspruch auf Auskunft über Bestandsdaten des Verletzers im Rahmen einer gerichtlichen Anordnung.
Am 2. Juli wurde erstmals ein Bußgeldbescheid wegen Verstöße gegen dieses Gesetzes verhängt. Facebook soll nur über einen Bruchteil der Zahl der eingegangenen Beschwerden zu rechtswidrigen Inhalten wie Beleidigungen und Falschmeldungen informiert haben. „Die veröffentlichten Angaben ergeben kein schlüssiges, transparentes Bild der Organisation und der Prozessabläufe beim Umgang mit Beschwerden über rechtswidrige Inhalte“, teilte das Bundesamt für Justiz mit und fordert daher von der in Irland ansässige Europazentrale des US-Konzerns ein Bußgeld in Höhe von 2 Millionen Euro. Der Bescheid ist jedoch noch nicht rechtskräftig (Stand Juli 2019).
Im Oktober 2019 stellte die zuständige Ministerin Christine Lambrecht wesentliche Punkte ihrer Agenda vor. Ein Projekt ihrer Agenda ist dabei eine Verschärfung des Netzwerkdurchsetzungsgesetzes. Lambrecht will zusätzlich eine Meldepflicht einführen. Die Betreiber sollen Offizialdelikte der Polizei anzeigen. Als Beispiel nannte sie Morddrohungen, Volksverhetzung und Fälle schwerer Beleidigungen. Gemeint ist damit vor allem die sogenannte Hasskriminalität. Eine Klarnamenpflicht im Internet lehnte Lambrecht hingegen ab.
Am 3. April 2021 trat das Gesetz zur Bekämpfung des Rechtsextremismus und der Hasskriminalität in Kraft, mit dem vor allem das Strafgesetzbuch geändert wurde, beispielsweise durch Aufnahme antisemitischer Beweggründe in die Strafzumessung gem. § 46 Abs. 2 StGB oder die Erweiterung von gegen Personen des politischen Lebens gerichtete Beleidigung, üble Nachrede und Verleumdung gem. § 188 auf herabwürdigende Werturteile (als Beleidigungen). Zuvor waren von § 188 StGB nur falsche Tatsachenbehauptungen erfasst.
Die Einführung einer Meldepflicht für Provider nach § 3a NetzDG n.F. an eine Zentralstelle im Bundeskriminalamt (BKA) zur effektiveren Bekämpfung der Hasskriminalität im Internet soll am 1. Februar 2022 in Kraft treten.
Eine Befugnis, Auskunft über Bestandsdaten von Telemediendiensteanbietern zu verlangen, etwa in § 63a BKA-Gesetz oder § 100j der Strafprozessordnung in Verbindung mit § 113 Abs. 1 Satz 1 TKG, wurde 2020 mit dem Gesetz zur Anpassung der Regelungen über die Bestandsdatenauskunft an die Vorgaben aus der Entscheidung des Bundesverfassungsgerichts geschaffen, um die dort vorhandenen Daten für Zwecke der Strafverfolgung zu verwenden.

### Privatinitiativen

#### No Hate Speech Movement Deutschland
Das No Hate Speech Movement ist eine 2013 durch den Europarat initiierte globale Kampagne gegen Hassrede im Netz. Seit 2016 wird der deutsche Ableger durch den Verein Neue Deutsche Medienmacher koordiniert.

#### HateAid
Die 2017 von den NGOs Campact und Fearless Democracy initiierte Organisation HateAid hilft Opfern von Hasskommentaren im Internet, sich zivilrechtlich zur Wehr zu setzen, unter anderem mit Rechtsberatung und Prozesskostenhilfe. Ziel ist es, dass die Ersteller von Hasspostings eine Unterlassungserklärung abgeben, die Kommentare löschen und Schadensersatz zahlen.

#### Onlineplattform hassmelden.de
Die digitale Bürgerrechtsbewegung Reconquista Internet hat mit hassmelden.de eine Onlineplattform geschaffen, bei der man Hasskommentare, Volksverhetzung, rassistische Beleidigungen oder Bedrohungen, deren Inhalte vermutlich strafrechtlich relevant sind, melden kann. Diese werden, nachdem sie auf mögliche strafrechtliche Relevanz überprüft wurden, für weitere Ermittlungen an das Bundeskriminalamt weitergegeben. Darüber hinaus haben die Aktivisten besonders den laschen Umgang mit Hassbeiträgen bei Facebook im Visier. Um zu zeigen, dass Hasspostings bei Facebook ungenügend gelöscht werden, haben sie im Februar 2019 insgesamt 153 u. a. beleidigende, rassistische und gewaltverherrlichende Kommentare bei Facebook herausgesucht und gemeldet. Zwar gab es in allen Fällen innerhalb eines Tages eine Rückmeldung, doch das Ergebnis war ernüchternd: Nur 56 der gemeldeten Beiträge wurden gelöscht.

#### Netzwerkbetreiber
Auch die Netzwerkbetreiber selbst löschen aufgrund von Klauseln in ihren Allgemeinen Geschäftsbedingungen Hasskommentare. Die dort festgelegte Eingriffsschwelle ist niedriger als nach dem Netzwerkdurchsetzungsgesetz, liegt also unterhalb der Strafbarkeit. Inwieweit die Netzbetreiber bei der Entscheidung das Grundrecht der Meinungsfreiheit beachten müssen, ist umstritten und Gegenstand mehrerer Gerichtsentscheidungen.

#### Start-UpSo done
Nachdem die FDP-Politikerin Franziska Brandmann Opfer von Cyber-Mobbing wurde, gründete sie 2022 mit zwei Freunden das Start-up So done mit Sitz in Rheine, das KI-gestützt Hassnachrichten im Internet aufspürt und zur Anzeige bringt. Im September 2024 erreichte die mandatierte Geschäftstätigkeit 1000 Strafanträge im Monat. Im Oktober 2024 wurde das Unternehmen vom Land Nordrhein-Westfalen mit einem MUT Gründungspreis ausgezeichnet.